# 南浦州
南浦州，唐朝时设置的州。
武德二年（619年）以信州的南浦县、梁山县、武宁县置南浦州，治所在南浦县。辖境相当今重庆市万州、梁平等区县地。下辖南浦县（今重庆市万州区）、梁山县（今重庆市梁平区西）、武宁县（今重庆市万州区武陵镇）。武德八年（626年）改南浦州置浦州。
唐朝南浦州刺史
- 冉仁才（619年—621年）